# Titularbistum Rosmen
Rosmen/Russionen (ital.: Rosman) war ein Titularbistum der römisch-katholischen Kirche.
| Titularbischöfe von Rosmen/Russionen |                             |                                               |                    |                   |
| Nr.                                  | Name                        | Amt                                           | von                | bis               |
| 1                                    | Joannes Rebous (de Pleuros) | Weihbischof in Noyon (Königreich Frankreich)  | 12. Dezember 1519  |                   |
| 2                                    | Ambrosio Brandão OESA       | Weihbischof in Lissabon (Königreich Portugal) | 23. Dezember 1519  | 15. Januar 1559   |
| 3                                    | Paulus Zandinus             | Weihbischof in Zagreb (Königreich Kroatien)   | 11. Februar 1536   |                   |
| 4                                    | Jacobus Meutravee OFM       | Weihbischof in Noyon (Königreich Frankreich)  | 24. September 1543 |                   |
| 5                                    | Nicolaus Don                | Weihbischof in Zagreb (Kroatien)              | 3. Oktober 1571    |                   |
| 6                                    | Marcin Załuski              | Weihbischof in Płock (Königreich Polen)       | 13. August 1696    | 2. Mai 1710       |
| 7                                    | Johann Matthias von Eyss    | Weihbischof in Trier (Kurtrier)               | 10. März 1710      | 25. November 1729 |